# كيل ديفل هيلز (كارولاينا الشمالية)
كيل ديفل هيلز (بالإنجليزية: Kill Devil Hills)‏ هي مدينة من مدن الولايات المتحدة تقع في مقاطعة دير. يبلغ عدد سكانها 6683 نسمة وذلك حسب إحصائيات سنة 2010. تبلغ مساحتها 14.4 كم². اشتهرت بكونها مدينة الأخوان رايت.

## التركيبة السكانية
حدّد مكتب تعداد الولايات المتحدة بيانات التركيبة السكانية لكيل ديفل هيلز في تعداد الولايات المتحدة. في ما يلي، التركيبة السكانية حسب تعدادي 2000 و2010.

### تعداد عام 2000
بلغ عدد سكان كيل ديفل هيلز 5,897 نسمة بحسب تعداد عام 2000، وبلغ عدد الأسر 2,585 أسرة وعدد العائلات 1,491 عائلة مقيمة في البلدة. في حين سجلت الكثافة السكانية 401.4 نسمة لكل كيلومتر مربع (1,039.6/ميل2). وبلغ عدد الوحدات السكنية 5,302 وحدة بمتوسط كثافة قدره 360.9 لكل كيلومتر مربع (934.7/ميل2).
وتوزع التركيب العرقي للبلدة بنسبة 96.40% من البيض و0.61% من الأمريكيين الأفارقة و0.17% من الأمريكيين الأصليين و0.59% من الأمريكيين ذوي الأصول الآسيوية و0.12% من سكان جزر المحيط الهادئ و1.05% من الأعراق الأخرى و1.05% من عرقين مختلطين أو أكثر و2.95% من الهسبانيون أو اللاتينيون من أي عرق.
بلغ عدد الأسر 2,585 أسرة كانت نسبة 28.7% منها لديها أطفال تحت سن الثامنة عشر تعيش معهم، وبلغت نسبة الأزواج القاطنين مع بعضهم البعض 44.2% من أصل المجموع الكلي للأسر، ونسبة 9.6% من الأسر كان لديها معيلات من الإناث دون وجود شريك،  بينما كانت نسبة 3.9% من الأسر لديها معيلون من الذكور دون وجود شريكة وكانت نسبة 42.3% من غير العائلات. تألفت نسبة 27.9% من أصل جميع الأسر من عدة أفراد يعيشون في نفس المنزل ونسبة 6.5% كانت تتألف من شخص يعيش بمفرده يبلغ من العمر 65 عاماً أو أكثر. وبلغ متوسط حجم الأسرة المعيشية 2.28، أما متوسط حجم العائلات فبلغ 2.77.
بلغ العمر الوسطي للسكان 36.7 عاماً. وكانت نسبة 20.9% من القاطنين تحت سن الثامنة عشر، وكانت نسبة 7.5% بين الثامنة عشر والرابعة والعشرين عاماً، ونسبة 38% كانت واقعةً في الفئة العمرية ما بين الخامسة والعشرين والرابعة والأربعين عاماً، ونسبة 22.8% كانت ما بين الخامسة والأربعين والرابعة والستين، ونسبة 10.7% كانت ضمن فئة الخامسة والستين عاماً فما فوق. يوجد لكل 100 أنثى 104.7 ذكر، ويوجد لكل 100 أنثى في الثامنة عشر من عمرها فما فوق 105.8 ذكر.
بلغ متوسط دخل الأسرة في البلدة 39,713 دولارًا، أما متوسط دخل العائلة فبلغ 44,681 دولارًا. وكان متوسط دخل الذكور 31,431 دولارًا مقابل 23,206 دولارًا للإناث. وسجل دخل الفرد الخاص بالبلدة 20,679 دولارًا. وكانت نسبة 5.2% من العائلات ونسبة 8.3% من السكان تحت خط الفقر، وكان من هؤلاء نسبة 7.7% تحت سن الثامنة عشر ونسبة 5.5% في الخامسة والستين من العمر وما فوق.

### تعداد عام 2010
بلغ عدد سكان كيل ديفل هيلز 6,683 نسمة بحسب تعداد عام 2010، وبلغ عدد الأسر 2,813 أسرة وعدد العائلات 1,603 عائلة مقيمة في البلدة. في حين سجلت الكثافة السكانية 454.9 نسمة لكل كيلومتر مربع (1,178.2/ميل2). وبلغ عدد الوحدات السكنية 6,617 وحدة بمتوسط كثافة قدره 450.4 لكل كيلومتر مربع (1,166.5/ميل2).
وتوزع التركيب العرقي للبلدة بنسبة 89.78% من البيض و1.23% من الأمريكيين الأفارقة و0.52% من الأمريكيين الأصليين و1.38% من الأمريكيين ذوي الأصول الآسيوية و0.07% من سكان جزر المحيط الهادئ و4.88% من الأعراق الأخرى و2.14% من عرقين مختلطين أو أكثر و9.10% من الهسبانيون أو اللاتينيون من أي عرق.
بلغ عدد الأسر 2,813 أسرة كانت نسبة 28.6% منها لديها أطفال تحت سن الثامنة عشر تعيش معهم، وبلغت نسبة الأزواج القاطنين مع بعضهم البعض 42.4% من أصل المجموع الكلي للأسر، ونسبة 9.3% من الأسر كان لديها معيلات من الإناث دون وجود شريك،  بينما كانت نسبة 5.3% من الأسر لديها معيلون من الذكور دون وجود شريكة وكانت نسبة 43% من غير العائلات. تألفت نسبة 28.4% من أصل جميع الأسر من عدة أفراد يعيشون في نفس المنزل ونسبة 7.1% كانت تتألف من شخص يعيش بمفرده يبلغ من العمر 65 عاماً أو أكثر. وبلغ متوسط حجم الأسرة المعيشية 2.37، أما متوسط حجم العائلات فبلغ 2.89.
بلغ العمر الوسطي للسكان 37.8 عاماً. وكانت نسبة 20.4% من القاطنين تحت سن الثامنة عشر، وكانت نسبة 8.3% بين الثامنة عشر والرابعة والعشرين عاماً، ونسبة 32.8% كانت واقعةً في الفئة العمرية ما بين الخامسة والعشرين والرابعة والأربعين عاماً، ونسبة 29.2% كانت ما بين الخامسة والأربعين والرابعة والستين، ونسبة 9.4% كانت ضمن فئة الخامسة والستين عاماً فما فوق. وتوزع التركيب الجنسي للسكان بنسبة 51.6% ذكور و48.4% إناث.

## وصلات خارجية
- الموقع الإلكتروني